# 51-ша дивізія протиповітряної оборони (РФ)
51-а дивізія ППО — з'єднання протиповітряної оборони 4-ї армії ВПС і ППО Повітряно-космічних сил Росії. Входить до складу Південного військового округу.
Скорочена найменування — 51 ДПВО. Умовне найменування — Військова частина № 42352 (в/ч 42352).
Управління та штаб дивізії — Новочеркаськ, Отаманська вулиця, 36

## Історія
Частина створена 25 грудня 1941 року як Сталінградський дивізійний район ППО
З 1954 року 12-й корпус ППО дислокується у Ростові-на-Дону.
У 1998 році корпус реформовано на 51-й корпус ППО.
У 2009 році корпус реформовано на 7-му бригаду ПКО.
У квітні 2012 року штаб бригади переведений до міста Новочеркаськ.

## Склад
- 338-й радіотехнічний полк (в/ч 40213), місто Ростов-на-Дону;
- 339-й радіотехнічний полк[ru] (в/ч 03007), Астраханська область, селище Тінакі;
- 1536-й зенітний ракетний полк (в/ч 48514), місто Ростов-на-Дону;
- 1537-й зенітний ракетний Червонопрапорний Кубанський козачий полк, місто Новоросійськ;
- 1721-й зенітний ракетний полк (в/ч 11754), місто Сочі.

## Командири
51-й КППО
- Фурсеєв А. Г. (2007—2009)

7-ма бригада ВКО
- Шеремет Р. В. (2012—2014)[1]

51-ша ДППО
- Сульдін В. П. (c 2014—2018)[2]